# Достоєвська Ганна Григорівна
Анна Григорівна Достоєвська, до шлюбу Сніткіна (30 серпня 1846, Санкт-Петербург, Російська імперія — 9 червня 1918, Ялта, Таврійська губернія, РРФСР) — друга дружина Федора Достоєвського, видавниця його творчої спадщини, бібліографка та авторка цінних спогадів, одна з перших філателісток в Російській Імперії.

## Біографія
Народилася в Санкт-Петербурзі, в сім'ї дрібного чиновника Григорія Івановича Сніткіна (1799—1866) та його дружини Ганни Миколаївни, до шлюбу Марії Анни Мальтопеус (Мілтопеус; Miltopaeus) (1812—1893), уродженки міста Турку у Фінляндії. По батьку мала українське походження. Його предки походили з козаків та володіли помістям в Полтавській губернії, яке він продав і переселився до Санкт-Петербурга. Тоді ж змінив прізвище зі Снітко на Сніткін.
З дитинства зачитувалась творами Достоєвського. Слухачка стенографічних курсів. З 4 жовтня 1866 року як стенографістка-переписниця брала участь у підготовці до друку роману «Гравець» Достоєвського. Достоєвський ніколи раніше не диктував свої твори, а писав їх сам. Такий метод роботи був йому незвичний, але за порадою приятеля Мілюкова він змушений був вдатися до нового способу, щоб закінчити роман у термін і виконати договірні зобов'язання перед видавцем. Робота стенографістки перевершила всі його очікування. 15 лютого 1867 року Ганна стала дружиною письменника, а через два місяці Достоєвські поїхали за кордон, де залишалися протягом чотирьох років (до липня 1871 року). Щоб допомогти чоловіку розплатитися з боргами та уникнути опису майна, а також зібрати достатньо грошей для поїздки за кордон, Ганна заклала весь свій посаг, який вони згодом так і не змогли викупити назад.
По дорозі до Німеччини подружжя зупинилося на кілька днів у Вільне. На будівлі, розташованій на тому місці, де знаходився готель, в якому зупинялися Достоєвські, у грудні 2006 року була відкрита меморіальна дошка (скульптор Ромуальдас Квінтас). Про цю поїздку написано роман «Літо в Бадені» (1981), де Ганна Достоєвська виступає головною дійовою особою.
Попрямувавши на південь, до Швейцарії, Достоєвські заїхали в Баден, де спочатку чоловік виграв на рулетці 4000 франків, але не міг зупинитися і програв все, що з ним було, включаючи свій одяг та речі дружини. Майже рік вони жили в Женеві, де письменник відчайдушно працював, і іноді потребували найнеобхіднішого. 1868 року Ганна народила першу дочку Софію, яка померла у віці трьох місяців. 1869 року в Дрездені народила дочку Любов.
В 1871 чоловік назавжди кинув рулетку. Після повернення подружжя до Петербурга 1871 року Ганна народила сина Федора. Почався найсвітліший період у житті романіста у коханій сім'ї, з доброю і розумною дружиною, яка взяла у свої руки всі економічні питання його діяльності (грошові та видавничі відносини) і незабаром звільнила чоловіка від боргів. Ганна облаштувала життя чоловіка і сама вела переговори з видавцями та друкарнями, сама видавала його твори. У 1875 народила сина Олексія, який пішов з життя в 1878 році. Письменник присвятив дружині свій останній роман «Брати Карамазови» (1879—1880).
У рік смерті Достоєвського в 1881 Ганні Григорівні виповнилося 35 років. Вдруге не одружувалась. Після смерті чоловіка збирала його рукописи, листи, документи, книги, особисті речі, меблі та фотографії. У 1889 зібрання з понад 1000 найменувань було вміщено в сховище «Музей пам'яті Ф. М. Достоєвського» в Історичному музеї в Москві. На той час у Росії існували лише Пушкінський і Лермонтовський літературні музеї, організовані у Санкт-Петербурзі 1879 і 1883 року відповідно.
Ганна Достоєвська склала і видала в 1906 «Бібліографічний покажчик творів і творів мистецтв, що відносяться до життя і діяльності Ф. М. Достоєвського» та каталог «Музей пам'яті Ф. М. Достоєвського в імператорському Російському історичному музеї імені Олександра III у Москві, 1846—1903». Її книги «Щоденник Г. Г. Достоєвської 1867» (опублікований в 1923) і «Спогади Г. Г. Достоєвської» (опубліковані в 1925) є важливим джерелом для біографії письменника.
Взимку 1917—1918 року жила в лікувальному корпусі Сестрорецького курорту, працюючи над рукописами. За спогадами Леоніда Гроссмана, що зустрічався з нею в цей час, вона відчувала себе людиною 1870-х років, при цьому їй хотілося зробити ще стільки, що вистачило б років на 20. Померла в Ялті в голодному військовому 1918 році від малярії. Через 50 років, зусиллями її онука Ф. Ф. Достоєвського, в 1968 році її прах було перенесено у Олександро-Невську лавру і захоронено поряд з могилою чоловіка.

## Діти
- Софія Федорівна (22 лютого 1868 — 12 травня 1868),
- Любов Федорівна (26 вересня 1869 — 10 листопада 1926),
- Федір Федорович (16 липня 1871 — 4 січня 1922),
- Олексій Федорович (10 серпня 1875 — 16 травня 1878).

## Книговидавництво

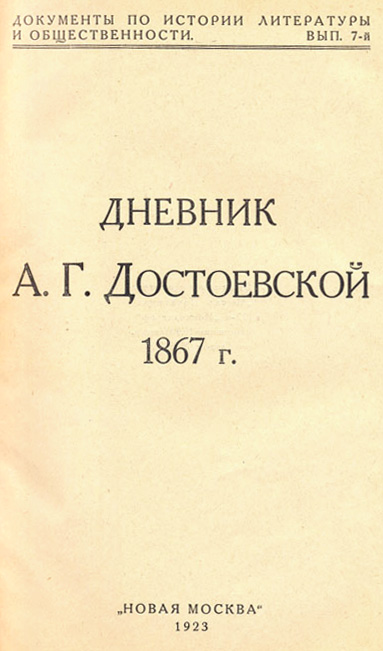
Обкладинка книги «Щоденник О. Г. Достоєвської 1867» (1923)

Анна Достоєвська дуже успішно займалася виданням та розповсюдженням книг чоловіка, ставши однією з перших російських жінок свого часу у сфері підприємництва. При цьому вона провела дослідження ринку та вникала в деталі книговидавництва та книжкової торгівлі.
Достоєвська видала сім повних зібрань творів чоловіка. Правнук письменника Дмитро Андрійович Достоєвський (нар. 1945) писав: «Завдяки все зростаючому інтересу до Достоєвського і вмілій підписці, всі видання швидко і повністю розходилися». 1911 року через різке погіршення здоров'я та рішення зайнятися спогадами про письменника Ганна Достоєвська продала права на видання творів Ф. М. Достоєвського видавництву «Товариство видавничої та друкованої справи А. Ф. Маркс», залишивши за собою авторські права та поширення книг.
У бурхливі революційні роки багато рукописів і документів письменника було втрачено. Доля білового та чорнового варіантів рукописів роману «Братів Карамазових», заповіданих Ганною Достоєвською обом онукам, після 1917 року досі невідома. 1929 року матеріали колекції «Музею пам'яті Ф. М. Достоєвського» перейшли до музею-квартири Ф. М. Достоєвського у Москві.

## Філателія
Ганна Достоєвська є однією з перших відомих жінок Росії, які захоплювалися філателією. Початок її колекції було покладено у 1867 році, у Дрездені. Приводом для цього стала її суперечка з чоловіком про жіночий характер. Одного разу під час прогулянки він висловив сумнів у здібності жінки до довгої та завзятої напруги сил для досягнення мети:
|  | Очень меня возмущало в моём муже то, что он отвергал в женщинах моего поколения какую-либо выдержку характера, какое-нибудь упорное и продолжительное стремление к достижению намеченной цели. <…> Этот спор меня почему-то раззадорил, и я объявила мужу, что на своём личном примере докажу ему, что женщина годами может преследовать привлекшую её внимание идею. А так как в настоящую минуту <…> никакой большой задачи я пред собой не вижу, то начну хоть с занятия, только что тобою указанного, и с сегодняшнего дня стану собирать марки. Сказано — сделано. Я затащила Фёдора Михайловича в первый попавшийся магазин письменных принадлежностей и купила («на свои деньги») дешёвенький альбом для наклеивания марок. Дома я тотчас слепила марки с полученных трёх-четырех писем из России и тем положила начало коллекции. Наша хозяйка, узнав о моем намерении, порылась между письмами и дала мне несколько старинных Турн-Таксис и Саксонского Королевства. Так началось мое собирание почтовых марок, и оно продолжается уже сорок девять лет… От времени до времени я хвалилась перед мужем количеством прибавлявшихся марок, и он иногда посмеивался над этой моей слабостью. (Из книги «Воспоминания А. Г. Достоевской».) |

Свою колекцію поштових марок Достоєвська доповнювала все життя. Як зазначала у своїх «Спогадах», вона не купила жодної марки за гроші, а лише використала ті, що були зняті нею з листів чи подаровані. Подальша доля колекції невідома.